# Dinotrema casuale
Dinotrema casuale är en stekelart som beskrevs av Vladimir Ivanovich Tobias 2007. Dinotrema casuale ingår i släktet Dinotrema och familjen bracksteklar. Inga underarter finns listade i Catalogue of Life.